# Servidão na Rússia
A servidão na Rússia (em russo: Крепостное право, Krepostnoie pravo) foi um sistema de servidão que existiu no Império Russo. Foi criado em 1649 pelo czar Aleixo após casos de fuga dos camponeses. Esta lei forçou os camponeses russos a manterem-se nas terras, sem as poder possuir. Os donos das terras, sobretudo nobres, podiam vender as terras juntamente com os servos que nela trabalhavam. Tinham o direito de dispor dos servos quase da forma como quisessem, desde que não os matassem. 
Entre 1773 e 1775, houve revoltas dos camponeses nos Urais e na zona do Volga. No seguimento destas revoltas, Catarina II da Rússia tornou as leis ainda mais favoráveis aos nobres, que podiam agora deportar os servos que causassem problemas, podendo igualmente separar famílias.
Por outro lado, passou a ser possível que os servos comprassem a sua liberdade, pagando aos senhores feudais o seu preço. Desta disposição legal tirou partido  Egor Cechov em 1841, o avô do escritor Anton Cechov que no entanto continuou a sofrer o estigma de um ex-servo, um homem de "segunda classe".
Com a influência da Revolução Francesa tornaram-se comuns as opiniões a favor do desmantelamento do sistema. 
Em 19 de fevereiro de 1861, Alexandre II, através do Manifesto de Emancipação, decreta o fim do sistema de servidão. Foram libertados, ao todo, 22,5 milhões de camponeses servos, embora a propriedade dos latifúndios tenha sido preservada. Depois dessa medida, a desigualdade entrou em um nível baixo para os padrões dos países da atualidade.
Porém, mesmo que oficialmente o regime feudal tivesse acabado, as mentalidades não mudaram rapidamente. Houve na Rússia um movimento de abandono dos campos em direção às cidades e muitos também passaram a viver nas cidades (Moscovo ganhou o apelido de "a grande aldeia").